# Ręczaje Nowe (gromada)
Ręczaje Nowe (w latach 70. Nowe Ręczaje) – dawna gromada, czyli najmniejsza jednostka podziału terytorialnego Polskiej Rzeczypospolitej Ludowej w latach 1954–1972.
Gromady, z gromadzkimi radami narodowymi (GRN) jako organami władzy najniższego stopnia na wsi, funkcjonowały od reformy reorganizującej administrację wiejską przeprowadzonej jesienią 1954 do momentu ich zniesienia z dniem 1 stycznia 1973, tym samym wypierając organizację gminną w latach 1954–1972.
Gromadę Ręczaje Nowe z siedzibą GRN w Ręczajach Nowych (w obecnym brzmieniu Nowe Ręczaje) utworzono – jako jedną z 8759 gromad na obszarze Polski – w powiecie wołomińskim w woj. warszawskim, na mocy uchwały nr VI/10/23/54 WRN w Warszawie z dnia 5 października 1954. W skład jednostki weszły obszary dotychczasowych gromad Czubajowizna, Kolno, Majdan, Mostówka, Nadbiel, Ręczaje Polskie i Ręczaje Nowe ze zniesionej gminy Ręczaje w tymże powiecie. Dla gromady ustalono 13 członków gromadzkiej rady narodowej.
W latach 70. używano nazwy gromada Nowe Ręczaje.
Gromada przetrwała do końca 1972 roku, czyli do kolejnej reformy gminnej.